# Dolichopus brevipilosus
Dolichopus brevipilosus är en tvåvingeart som beskrevs av Van Duzee 1933. Dolichopus brevipilosus ingår i släktet Dolichopus och familjen styltflugor.
Artens utbredningsområde är Québec. Inga underarter finns listade i Catalogue of Life.